# Stefan Schröder (Politiker)
Stefan Falko Schröder (* 30. Mai 1983 in Erfurt) ist ein deutscher Politiker (AfD). Von Juli bis September 2024 war er Abgeordneter im Thüringer Landtag. Seit 2025 ist er Mitglied des Deutschen Bundestages.

## Leben
Schröder legte 2002 das Abitur in Erfurt ab. Anschließend leistete er Wehrdienst. 2011 schloss er ein Studium der Geschichtswissenschaft an der Universität Erfurt mit dem Master of Arts ab. Zuvor hatte er ein Studium der Sozialwissenschaft ebenfalls in Erfurt mit dem Bachelor of Arts abgeschlossen. Von 2016 bis 2022 war er Referent für Haushalts- und Finanzangelegenheiten der AfD-Fraktion im Thüringer Landtag. Seit 2022 ist er Büroleiter des Bundestagsabgeordneten Bernd Schattner.

### Politik
Ab 2012 war Schröder Mitglied der CDU-Fraktion im Stadtrat Erfurt. Von 2016 bis 2023 war er Landesschatzmeister der AfD Thüringen. Seit 2019 ist er Mitglied des Kreistags des Landkreises Sömmerda und Vorsitzender der dortigen AfD-Fraktion. Seit 2024 ist Schröder stellvertretender Vorsitzender des AfD-Kreisverbandes Sömmerda.
Im April 2018 kandidierte Schröder für das Bürgermeisteramt in Sömmerda, unterlag jedoch mit 10,1 Prozent der Stimmen Amtsinhaber Ralf Hauboldt (Die Linke).
In der Stichwahl zum Landrat des Landkreises Sömmerda im Juni 2024 unterlag Schröder mit 40,6 Prozent der Stimmen Christian Karl (CDU).
Bei der Landtagswahl in Thüringen 2019 kandidierte Schröder im Wahlkreis Sömmerda I – Gotha III und auf Platz 24 der Landesliste seiner Partei, verpasste jedoch zunächst den Einzug in den Landtag. Er rückte jedoch am 16. Juli 2024, kurz vor Ende der Legislaturperiode, für René Aust in den Landtag nach. Bei der Landtagswahl 2024 kandidierte er nicht erneut und schied somit bereits im September 2024 wieder aus dem Landtag aus.
Bei der Bundestagswahl 2025 war Schröder Spitzenkandidat seiner Partei im Bundestagswahlkreis Jena – Sömmerda – Weimarer Land I und konnte ihn gewinnen. Seitdem ist er Mitglied im 21. Deutschen Bundestag.

## Privates
Schröder ist verheiratet, hat zwei Kinder und lebt seit 2016 in Eckstedt.